# Jaroslav Krula
Jaroslav Krula (25. dubna 1905, Jaroměřice nad Rokytnou – srpen 1980, Jaroměřice nad Rokytnou) byl český sochař a pedagog.
Jeho bratrem byl právník Bohuslav Krula, jeho otcem byl klempíř Josef Krula.

## Biografie
Jaroslav Krula se narodil v roce 1905 v Jaroměřicích nad Rokytnou, vystudoval Odbornou školu pro umělecko-průmyslové práce kovové v Hradci Králové a následně odešel do Prahy, kde v ateliéru Jaroslava Horejce pokračoval mezi lety 1922 a 1928 ve studiu na Vysoké škole uměleckoprůmyslové. Celý život působil v Jaroměřicích nad Rokytnou, věnoval se primárně regionálním umělcům a tvorbě v regionu.
V roce 1968 byla k výročí 100. narození Otokara Březiny odhalena busta a pamětní deska na budově základní školy Otokara Březiny v Jaroměřicích nad Rokytnou, jejím autorem byl právě Jaroslav Krula. Byl také autorem tepaného krucifixu na hrobě Pavly Kytlicové v Tasově, za to mu dopisem poděkoval i Jakub Deml, je autorem i busty Anny Pammrové z roku 1935, která je umístěna v Muzeu Otokara Březiny v Jaroměřicích nad Rokytnou. Od ní také za 6000 tehdejších korun odkoupil její korespondenci s Otokarem Březinou. V roce 1948 také vytesal portrét Anny Pammrové do kamene. Roku 1930 také vytvořil měděnou knihu na hrob Otokara Březiny v Jaroměřicích nad Rokytnou. Byl autorem také tepaných křížů ve Valašských Kloboukách, náhrobku ve Vsetíně, památníku padlých občanů v Jaroměřicích nad Rokytnou a dalších děl.
V roce 1969 byl oceněn při příležitosti setkání ke 40 letům od smrti Otokara Březiny, kdy obdržel pamětní medaili ke 100. výročí narození Otokara Březiny. V roce 1968 jeho bratr Bohuslav uspořádal sborník, který byl vydán Měšťanskou besedou v Jaroměřicích nad Rokytnou.